# Муромов, Михаил Владимирович
Михаил Владимирович Муромов (род. 18 ноября 1950, Москва) — советский и российский певец, музыкант и композитор.

## Биография
Родился 18 ноября 1950 года в Москве. Мать, Елена Рафиковна — наполовину русская[как?], наполовину татарка[как?], заведующая кафедрой электротехники[где?]. Отец, Владимир Сергеевич Муромов, — гидравлик, старший научный сотрудник[где?]; по словам Михаила Муромова, отец был родом якобы из дворян (имел частично бурятское происхождение и будто бы находился в дальнем родстве с А. С. Грибоедовым), пять раз поступал в институт (якобы из-за принадлежности к дворянскому сословию его не принимали), ветеран Великой Отечественной войны, стал учёным (умер позже).
Окончил музыкальную школу по классу виолончели и гитары. Окончил физико-математическую школу[какую?]. С его слов, в тот период он организовывал ВИА с одноклассниками, занимался спортом (получил звание мастера спорта по плаванию и первый разряд по боксу), а также «фарцовкой».
В 1969 году был приглашён в качестве гитариста и вокалиста в ВИА «Славяне», где он работал до 1972 года, поступил в Московский химико-технологический институт имени Д. И. Менделеева на биохимический факультет, в 1971 году окончил Московский технологический институт мясной и молочной промышленности, а уже в аспирантуре, по словам Михаила, он изобрёл и запатентовал три прибора для пищевой промышленности, которые якобы и сейчас выпускаются и эксплуатируются в производстве колбас.
Работал метрдотелем в дорогих ресторанах Москвы и Подмосковья.
В 1972—1973 годах служил в Советской армии в спортроте, в армии вступил в КПСС. Дебютировал на большой сцене относительно поздно — в 1985 году, когда ему было уже за тридцать. Однако уже через два года завоевал всеобщую известность, выпустив хит «Яблоки на снегу» — один из музыкальных «символов» конца 1980-х годов. Пик популярности Михаила пришёлся именно на 1987—1991 годы, когда вышли его самые известные песни: «Яблоки на снегу», «Ариадна», «Странная женщина».
Сотрудничал с поэтами Андреем Дементьевым, Риммой Казаковой, Ларисой Рубальской, Анатолием Поперечным, Григорием Поженяном, Анатолием Софроновым. Одну из лучших своих песен — «Катюша (Хозяйка фестиваля)» — неофициальный гимн XII Всемирного фестиваля молодёжи и студентов в Москве (1985) — Михаил Муромов написал на стихи известной поэтессы и целительницы Джуны Давиташвили.
После гибели певца Игоря Талькова был одним из тех, кто перевозил его тело из Санкт-Петербурга в Москву.
Работавший во второй половине 1980-х годов в аккомпанирующем составе Михаила Муромова будущий продюсер и композитор группы «Фристайл» Анатолий Розанов вспоминал о том, как Муромов полностью изменил его творческое и жизненное мировоззрение:
Поначалу я думал, что у людей надо воспитывать вкус. Но потом понял, что это маразм, потому что у нашего зрителя совсем другая ментальность. Помню, в городе Гурьев — мы тогда ещё аккомпанировали Михаилу Муромову — я сильно удивлялся: почему ему люди устраивают овации, почему его так хорошо принимают? Песни-то примитивные. И когда я в очередной раз обсуждал это с Мишей, он мне сказал: «Надо делать такую музыку, чтобы люди могли её слушать в туалете». И я ему ответил: «Миша, таких песен, какие пишешь ты, я могу сочинять хоть по десять штук в день, при этом особо не утруждаясь». После чего и появился альбом «Получите!». И после этого я стал мыслить иначе. Мне даже стыдно за то, что раньше я думал по-другому. То, что исполняет «Фристайл», — это музыка, которую слушают люди, с которыми мы живём. Это люди, которые впитали такую музыку с молоком матери, они живут с ней. И переубеждать их в чём-то бесполезно.
В феврале 2020 года певец обвинил Аллу Пугачёву в том, что она (якобы из-за боязни конкуренции) помешала его карьере.

## Личная жизнь
- По словам самого Михаила в программе «Пионерского шоу» (выпуск 99), он в 13 лет с полного одобрения своей матери имел интимные отношения с её подругами[11].
- Первая жена (1973 по 1976) — Тамара Муромова.
- Внебрачные сыновья (от 4 разных женщин — по словам самого Михаила): Михаил, Константин, Павел, Артур[12].

## Дискография
- 1984 — Капитаны
- 1986 — Зона риска
- 1986 — Домашний магнитоальбом
- 1987 — Яблоки на снегу
- 1987 — Поёт Михаил Муромов
- 1988 — Деловая Женщина
- 1990 — Сладкий яд
- 1990 — № 1 (LP)
- 1992 — Супер 2 (LP)
- 1994 — Афганистан
- 1994 — Странная женщина
- 1994 — Салют, любимая
- 2001 — Имена На Все Времена
- 2005 — Grand Collection[13][14]
- 2017 — Розовые на белом 2017

## Фильмография
| Год  |   | Название              | Роль                        |
| ---- | - | --------------------- | --------------------------- |
| 1981 | ф | Единственный мужчина  | милиционер                  |
| 1982 | ф | Трест, который лопнул | уличный музыкант            |
| 1982 | ф | Просто ужас!          | композитор                  |
| 1986 | ф | Нужные люди           | вышибала в ресторане        |
| 1987 | ф | Доченька              | Александр Михайлович, певец |
| 1991 | ф | Дура                  | Мигель                      |